# 汉斯·格兰费尔特
汉斯·格兰费尔特（瑞典語：Hans Granfelt，1897年10月26日—1963年9月5日），瑞典男子击剑、田径运动员。他曾代表瑞典参加1920年和1936年夏季奥林匹克运动会，其中1936年奥运会获得一枚银牌。